# Mai Kjokawaová
Mai Kjokawaová (japonsky 京川 舞, * 28. prosince 1993 Ibaraki) je japonská fotbalistka.

## Reprezentační kariéra
Za japonskou reprezentaci v letech 2012 až 2015 odehrála 5 reprezentačních utkání.

## Statistiky
| Japonsko | Japonsko | Japonsko |
| Roky     | Záp.     | Góly     |
| -------- | -------- | -------- |
| 2012     | 2        | 0        |
| 2013     | 0        | 0        |
| 2014     | 0        | 0        |
| 2015     | 3        | 0        |
| Celkem   | 5        | 0        |

## Úspěchy

### Reprezentační
- Mistrovství světa do 17 let:  2010